# 中野武彦
中野 武彦（なかの たけひこ、1927年1月23日 - 2004年9月5日）は、大阪市出身の日本の小説家。

## 人物
1927年（昭和2年）、大阪市東区（現中央区）内淡路町にあった、古くから続く薬種問屋の三男坊として生まれる。1939年（昭和14年）、旧制大阪府立生野中学校入学と同時に、甲子園口に転居。その後、広島高等学校に進学する。この頃から甲子園口の自宅近くに住む、若き日の畔柳二美との親交が始まった。
1951年東京大学文学部仏文科を卒業し、電通に勤務する傍ら、佐多稲子、埴谷雄高ら作家と交友を深め、「新日本文学」などに文芸評論を寄せた。畔柳二美とは約20年間、共同生活を送った。二美は1965年死亡した。武彦は二美の精神生活を支える誠実な同伴者だった。
自らも作家として活動し、自伝的な文学作品を著した。「樟樹」には武彦の幼少年期、「針槐」には中学・高校時代の生活が描かれ、「公孫樹」は二美の闘病記となっているが、佐々木基一はこれら三部作に対して、「プルーストだね」と感慨を述べたという。
2004年9月5日、原発性肝臓癌のため死去。

## 著書
- 『公孫樹』せきた書房、1987
- 『針槐』新日本文学会 1992
- 『樟樹』創樹社 1997